# Fundo Europeu de Defesa
O Fundo Europeu de Defesa (FED) é um componente da Política Comum de Segurança e Defesa (PCSD) da União Europeia (UE) que visa coordenar e aumentar o investimento nacional em pesquisas de defesa e melhorar a interoperabilidade entre as forças armadas nacionais. Foi proposto em 2016 pelo presidente da Comissão, Jean-Claude Juncker, e estabelecido em 2017. O fundo tem dois estandes; Pesquisa (€ 90 milhões até o final de 2019 e € 500 milhões por ano após 2020) e Desenvolvimento e Aquisição (€ 500 milhões no total para 2019-20 e € 1 bilhão por ano após 2020). Em julho de 2018, a Comissão Europeia anunciou que o orçamento do FED para 2021-2027 seria de 13 mil milhões de euros. Este montante foi posteriormente revisto pela Comissão Europeia no âmbito do novo orçamento da UE proposto em 27 de maio de 2020, como resultado da pandemia de COVID-19, segundo o qual o FED será atribuído a 8 mil milhões de euros durante este período orçamental.